# Diplotaxis saltensis
Diplotaxis saltensis är en skalbaggsart som beskrevs av Patricia Vaurie 1960. Diplotaxis saltensis ingår i släktet Diplotaxis och familjen Melolonthidae. Inga underarter finns listade i Catalogue of Life.